# فرودگاه وست وایالونگ
فرودگاه وست وایالونگ  (به انگلیسی: West Wyalong Airport)  یک فرودگاه همگانی  با کد یاتا WWY است که یک باند فرود شن دارد و طول باند آن ۷۸۰ متر است. این فرودگاه در  کشور استرالیا قرار دارد و در ارتفاع ۲۶۲ متری از سطح دریا واقع شده است.